# Онуфріївський район
Ону́фріївський райо́н — колишня адміністративно-територіальна одиниця у складі Кіровоградської області України. Адміністративний центр — Онуфріївка. Станом на 1 січня 2019 року населення району становило 34 228 осіб.

## Географія
Район розташований в північно-східній частині Кіровоградської області. Територія району межує на півночі Полтавською областю, на сході з Дніпропетровською областю, на південному заході з Олександрійським районом і Дніпропетровською областю, на заході з Світловодським районом. Територія району становить 889 км² (3,6 % від площі області).

## Історія
Найдавніші сліди існування людини на території Онуфріївського району відносять до доби неоліту.

### Задніпровські місця (1691—1752)
На момент заснування перших населених пунктів у нашому районі — Деріївки (1691 рік) та Плахтіївки (нині — Успенка, 1696 рік), територія на південь від Крилова і Кременчука формально належала запорожцям, але фактично перебувала під контролем Миргородського та Полтавського полків Гетьманщини під назвою «Задніпрські місця».
Після невдалого Прутського походу Петра І 1711 року запорозькі землі в період 1711—1734 років відносяться до Османської імперії, що спричинило занепад поселень у Задніпровських місцях, проте станом 1725 рік Деріївка знов згадується в документах.
Особливо бурхливо відновлюється заселення «Задніпрських місць» після Белградського миру 1739 року, коли Запорожжя формально знов повернулось до складу Російської імперії, фактично ж землі Онуфріївщини продовжували перебувати в руках Миргородського та Полтавського полків Гетьманщини.

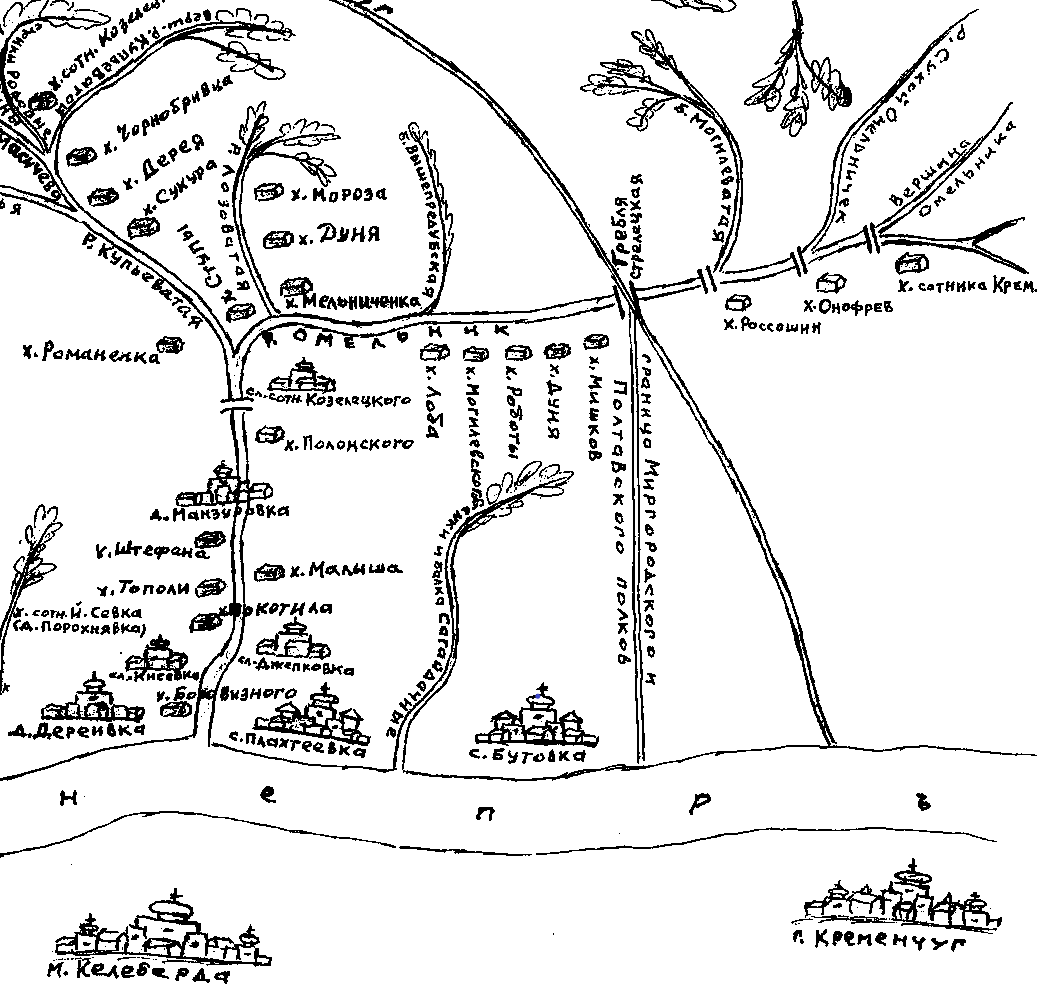
[http://library.kr.ua/elib/pivovar/pivo07.html Фрагмент копії карти задніпрських володінь Келебердянської і Переволочанської сотень Полтавського полку 1752 року із зображенням населених пунктів на території сучасного Онуфріївського району

Станом на 1752 р. На місці сучасного Павлиша був хутір сотника Кременчуцького Гаврилова, Онуфріївки — хутори Онуфрієнка та Россохи, Попівки — хутори, Успенки — слобода Плахтіївка, Дачі — Джепківка (Жебківка), Партизана — Косівка, Млинка — Манзурівка, сотника Козелецького і численні хутори, Куцеволівки — слобода Тройницького і Буянська з хуторами.

### Нова Сербія та Новослобідський козацький полк (1752—1764)
У 1752 році на «Задніпрських місцях» Миргородського та Полтавського полків утворено військово-адміністративну одиницю під управлінням колишніх підданих Австрійської імперії — Нову Сербію, з двох полків: гусарського та пандурського, а населення депортують на південь, де утворюють Новослобідське козаче поселення. Так на місці хутора Федора Гаврилова утворено шанець Павлиш, Плахтіївки — Земунь, Деріївки — Вілагош Нової Сербії. Слободи Тройницьку (нині Куцеволівка) та Буянську (була на північний схід від Куцеволівки) включено до Новослобідського козацького полку.

### Новоросійська губернія та Катеринославське намісництво (1764—1802)
У 1764 році утворюють Новоросійську губернію, до якої в тому числі входить Єлисаветградська провінція у складі Чорного гусарського, Жовтого гусарського (пандурського) та Єлисаветградського пікінерного полків. Єлисаветградську провінцію переформатовують в 1776 році, розділяючи території полків між повітами. Уся територія району входить до складу Крюківського повіту. У 1783 році Новоросійську та Азовську губернії об'єднують у Катеринославське намісництво, а через рік остаточно визначено структуру Катеринославського намісництва, в якому повністю перекроєно межі повітів та утворено їх нові адміністративні центри. Так наша вся територія входить до Олександрійського повіту.
Саме на період 1770—1790-х рр. припадає найбільш активне заселення нашого краю. У цей час виникають Василівка (Секретарівка), Омельник (Полковниче), Байдакове, Браїлівка, Сметанівка (Катерино-Кудашівка), Зибкове, Вишнівці (Іванівка), Омельничок (Турунжівка), Попівка, Туркестанівка (Калачівка), Костянтинівка, Мавродіївка (Гусівка), Верхня і Нижня Лозуватки, Мар'ївка, Морозівка, Млини (Млинок), Куп'євате (Петрівка) та ін. Катеринославське намісництво скасоване у 1796 році разом з утворенням Новоросійської губернії. Також було розділено Олександрійський повіт між Єлисаветградським та Катеринославським. Межа між ними пройшла по лінії між Костянтинівкою та Морозівкою, Лозоваткою та Петрівкою, Зибковим та Мар'ївкою.

### Херсонська та Катеринославська губернії (1802—1917)
У 1802 році Новоросійська губернія була розділена на Миколаївську (в 1803 році перейменовано на Херсонську), Катеринославську та Таврійську. Територія сучасного Онуфріївського району була розділена між Олександрійським повітом Херсонської та Верхньодніпровським повітом Катеринославської губернії. Від 1806 року, коли зі складу Єлисаветрадського повіту виділено Олександрійський, а з Катеринославського — Верхньодніпровський, адміністративно-територіальний устрій залишався майже незмінним до 1920 року. Виключення становлять населені пункти, що перебували у смузі військових поселень. Від 1828 до 1857 року адміністративно вони знаходилися в межах Бобринецького повіту Херсонської губернії.

### Визвольні змагання (1917—1921)
За часів УНР (1917—1920 роки) була спроба встановити новий адміністративний поділ для всієї України, але вона не була реалізована через поразку УНР у боротьбі за владу з більшовиками, Добровольчою армією та поляками. Через збройні повстання більшовики утворюють Кременчуцьку губернію (30 липня 1920 року — 30 листопада 1922 року) з частин сусідніх губерній, зокрема Олександрійського повіту. Пізніше після скасування Кременчуцької губернії Олександрійський повіт в період з 30 листопада 1922 року по 3 червня 1925 року входив до складу Катеринославської губернії.

### Територія району в межах СРСР. Утворення Онуфріївського району
12 квітня 1925 року було затверджено поділ УСРР на губернії, округи, райони, а замість волостей утворювались сільські ради. Так у складі Катеринославської губернії створено Олександрійський округ з частин Олександрійського та Верхньодніпровського повітів до якого ввійшли Онуфріївський район (колишні Онуфріївська та Богоявленська волость), Троїцький район (колишні Успенська, Куцеволівська, Троїцька та Попельнастівська волость), а Павлиську волость передано до складу Крюківського району Полтавської губернії. Сільські ради утворюються з розрахунку не менше 1000 чоловік у сільраді, в окремих випадках — більше 500. Було утворено Браїлівську, Сметанівську, Павлиську, Василівську, Омельницьку, Байдаківську, Камбурліївську, Онуфріївську, Іванівську, Попівську, Зибківську, Мар'ївську, Лозоватську, Успенську, Деріївську, Куцеволівську, Ясинуватську, Млинківську та Петрівську сільради.
У 1925 році поділ на губернії скасовується, а округи повністю переформатовуються. 14 лютого 1925 року утворюється Кременчуцька округа, а 3 червня 1925 року скасовуються Полтавська і Катеринославська губернії.
Станом на 1928 році Крюківський район було скасовано, а Павлиську, Сметанівську та Браїлівські сільради передано до складу Онуфріївського району. В тому ж році Попільнастівський район розділено, і з частини його утворено Куцеволівський район, що проіснував до 1930 року. До нього входили Чикалівська, Успенська, Млинківська, Петрівська, Деріївська, Куцеволівська, Мішуринорозька, Мар'ївська, Петрівська, Плосківська, Троїцька, Миколаївська та Ясинуватська сільради. У 1930 році більшу частину сіл приєднано до Онуфріївського району.
2 вересня 1930 року прийнято рішення про ліквідацію округів і перехід на двоступеневу систему управління: центр-район (Харків-Онуфріївка). 9 лютого 1932 року утворено Харківську область. Онуфріївський район увійшов до її складу.
З 10 січня 1939 року Онуфрївський район увійшов до новоутвореної Кіровоградської області.

### Онуфріївщина в адміністративній структурі Райхскомісаріату Україна (1941—1943)
Під час німецької окупації 1941—1943 років Онуфріївський район входив до Олександрійського гебіту генеральної округи Миколаїв. Потім знову відбулося повернення до довоєнного адмінподілу.

### Післявоєнний період
Від 30 грудня 1962 року до 30 листопада 1967 року Онуфріївський район було розформовано, а сільради входили до складу Кремгесівського району. Від 1967 року Онуфріївський район існує в сучасних межах. 17 липня 2020 року Онуфріївський район розформовано, його територія ввійшла до складу Олександрійського району як Онуфріївська селищна територіальна громада.

## Адміністративний поділ
Район адміністративно-територіально поділяється на 2 селищні ради та 11 сільських рад, які об'єднують 28 населені пункти та підпорядковані Онуфріївській районній раді. Адміністративний центр — смт Онуфріївка.
У листопаді 2009 року з обліку знято село Омелянівка.

## Населення
З 21,7 тис. населення 7,03 — пенсіонери, 11,0 — працездатне населення, 5,02 — зайняте населення: працюють переважно у с/г виробництві, у галузі освіти, медицини, займаються приватним підприємництвом. Безробітних — 700 осіб.
Населення району станом на січень 2015 року налічувало 18 547 осіб, з них міського — 8691, сільського — 9856 осіб.
За переписом 2001 року розподіл мешканців району за рідною мовою був наступним:
- українська — 86,27 %
- російська — 12,88 %
- вірменська — 0,39 %
- молдовська — 0,24 %
- білоруська — 0,12 %

## Економіка
В Онуфріївському районі діє 6 промислових підприємств, серед яких:
- друкарня (вже не існує);
- ПП «Хлібодар»;
- ПП «РВС»;
- ковбасний цех хлібокомбінату «РВС».

### Сільське господарство
Важливе місце в розвитку району займає сільське господарство, яке здійснюється у формах сільськогосподарських підприємств
- господарські товариства — 7,
- кооперативи — 2,
- приватні підприємства — 4,
- фермерські господарства — 66.

які є юридичними особами, та особистих підсобних господарств населення, які не є юридичними особами.
В районному центрі працює ряд сільськогосподарських підприємств. Основні з них:
- «Верес» — 935,6 га,
- СФГ «Мазуркевич» — 768 га,
- СФГ «Половий» — 53,6 га: та інші.

Загалом по селищній раді сільськогосподарських угідь 2606,4 га, в тому числі ріллі 2457,7 га.

### Зовнішньоекономічна діяльність
В районі проводиться робота з керівниками новостворених підприємств щодо виконання програми стимулювання експорту продукції, схваленої розпорядженням КМУ від 26.10.02 р. № 498-р.
Проводяться роботи серед суб'єктів підприємницької діяльності по забезпеченню виконання обласної програми виставково-ярмаркових заходів.
Підприємства та приватні підприємці району беруть участь у виставці «Регіони Кіровоградщини пропонують», у роботі австрійської економічної місії, у зустрічах з польськими бізнесменами.
Основу зовнішньої торгівлі району становить торгівля товарами.
Зовнішньоторгівельний обіг товарами у 2003 році склав 8,26 тис. дол., в 2004 році він становить 46,12 тис. дол.
Головним партнером зовнішньої діяльності залишається Росія.
Робота із забезпечення збільшення товарообігу з Російською Федерацією продовжується шляхом реалізації в районі обласних заходів щодо виконання програми економічного співробітництва між Україною та Росією на 1998–2007 рр. Та програми міжрегіонального та прикордонного співробітництва України та Росії на 2001—2007 рр.

## Транспорт
Будівельними підприємствами державної форми власності на території району є філія «Онуфріївський райавтодор». Філія обслуговує дороги загальною довжиною 264,4 км в тому числі:
- державного значення — 36,9 км;
- місцевого значення — 209,5 км;

із них:
- районні дороги — 136,8 км;
- сільські дороги — 72,7 км.

Підприємство виконує роботи з капітального полегшеного ремонту та поточного ремонту, утримання автодоріг.
Територією району проходить автошлях E584.

## Медицина
Медичне обслуговування населення району здійснюють 1 центральна районна лікарня на 112 лікарняних ліжок, 6 амбулаторно-поліклінічних закладів, 13 фельдшерсько-акушерських пунктів. У цих закладах працює 50 лікарів усіх спеціальностей.

## Освіта
У галузі освіти функціонує 13 загальноосвітніх шкіл де навчається 1800 учнів та працює 332 педагогічних працівники, та 7 дошкільних закладів. Вищих та навчальних закладів І—ІІ та III—IV рівня акредитації немає.
Діють дві школи естетичного виховання в селищі Онуфріївка та Павлиш. В школах навчається 150 учнів, забезпечують навчальний процес 18 викладачів.

## Культура
Культурно-просвітницька галузь об'єднує 18 установ клубного типу, на базі яких працює 115 формувань, в них бере участь майже 1200 чоловік. В районі 3 колективи мають звання «Народний самодіяльний»:
- вокальний ансамбль «Берегиня» — Деріївський СБК,
- оркестр народних інструментів,
- агітаційно-художня бригада РБК.

Бібліотечний фонд 18-ти бібліотек становить 228,2 тис. примірників. Послугами бібліотек користується 11,5 тис. осіб.
Діє районний будинок культури та районна бібліотека, кінотеатр

## Туризм
З метою упорядкування можливих туристичних маршрутів в Онуфріївському районі проведено інвентаризацію об'єктів туристичної інфраструктури таких як:
- меморіально-педагогічний музей та могила видатного вченого-педагога Василя Сухомлинського в селищі Павлиш;
- Онуфріївський парк — пам'ятка садово-паркової архітектури XIX ст. та кінний завод № 175 в селищі Онуфріївка;
- Пам'ятні місця, пов'язані з народженням та дитинством українського композитора М. Колачевського у с. Попівці;
- Братські могили та обеліски і пам'ятні знаки установлені в придніпровських селах на честь героїв дніпровської переправи під час Радянсько-німецької війни.

Створений реєстр підприємств туристично-рекреаційного комплексу району, до якого, за погодженням з власниками, залучено культурно-оздоровчий комплекс «Успіх», що знаходиться на березі Кам'янського водосховища біля села Куцеволівка.

## Природно-заповідний фонд

### Ботанічні заказники
Бузове (загальнодержавного значення).

### Загальнозоологічні заказники
Деріївський.

### Ландшафтні заказники
Лозуватський, Майгорове, Недогарський, Суховершок.

### Лісові заказники
Велика Стінка (загальнодержавного значення).

### Ботанічні пам'ятки природи
Каштан в Онуфріївці.

### Комплексні пам'ятки природи
Маганове.

### Заповідні урочища
Довге, Житлове, Лисячий кут, Литкевич, Сиротін ліс, Солдатське, Шереметів ліс (поблизу с. Дереївка), Шереметів ліс (поблизу с. Куцеволівка), Ясиноватка.

### Парки-пам'ятки садово-паркового мистецтва
Онуфріївський дендропарк (загальнодержавного значення).

## Пам'ятки
В Онуфріївському районі на обліку перебуває 67 пам'яток історії.
В Онуфріївському районі на обліку перебуває 11 пам'ятка архітектури.
У районі налічується 10 пам'яток архітектури та садово-паркової архітектури.
Серед яких
- приміщення Павлиської та Онуфріївської ЗОШ,
- Павлиська та Браїлівська церкви,
- млин-вітряк у селі Вишнівці,
- каретний сарай,
- біла їдальня, кузня та дендропарк у смт. Онуфріївка.

## Спорт
Робота з питань фізичної культури і спорту в Онуфріївському районі спрямована на виконання обласної та районної цільової програм «Фізичне виховання — здоров'я нації» та цільову комплексну програму «Розвиток футболу в Онуфріївському районі».
З метою залучання до регулярних занять фізичною культурою і спортом, планово проводяться спортивно-масові заходи з 12 традиційних видів спорту.
Наймасовішими є змагання з футболу в яких беруть участь 9 населених пунктів району. З даного виду спорту проводяться змагання:
- чемпіонат району,
- кубки «Виклику», «Відкриття», В. Куба нова (серед аматорів та ветеранів),
- приз О. Калюжного, районної газети «Придніпров'я», І. Верховініна, та товариські зустрічі та інші з командами сусідніх районів, юнацькі змагання: тощо.

У районі діє Онуфріївська дитячо-юнацька спортивна школа «Юність», заснована на підставі постанови президії району профспілки працівників АПК пр. М. 5-3 від 12.10.2000. У школі працює вісім тренерів з 5 видів спорту: це футбол, настільний теніс, шахи, волейбол, легка атлетика.

## ЗМІ
Засоби масової інформації району представляє газета «Придніпров'я» (редактор — Руслана Миколаївна Сорока) та радіогазета «Сільські новини» (редактор Репецький В. К.), (вже не існує), книговидавничих організацій та творчих спілок немає.

### Газета
Онуфріївська районна газета почала виходити з 1932 року, вона мала назву «Ударна праця». Першим її редактором був Яків Данилович Ромашко. З вересня 1933 р. «Ударну працю» редагував М. І. Черевань. Пізнішими її редакторами були П. І. Селезньов, І. І. Злакович, Б. Ю. Авраменко, І. С. Сини постіл, Л. О. Бацак.
Районна газета також носила назву «Зоря комунізму», «Соціалістичне село», а нині «Придніпров'є».
У березні 2003 року. Тоді «Придніпров'є» перейшло на комп'ютерний набір та верстку, на офсетний друк.
Колектив редакції налічує зараз 8 працівників, троє з яких — це творче ядро.
Вдвічі збільшено тираж, який становить в середньому 2 800 примірників. Крім випуску газети, колектив займається розробкою іншої інформаційної продукції, буклетів, закладок тощо. Нові рубрики — «З історії рідного краю» та «Легенди рідного краю».

### Радіо
Редакція районного радіомовлення рішенням сесії районної ради 27.04.1996 р. Редактором затверджено Репецького Василя Костянтиновича. Передачі районного радіомовлення «Сільські новини» виходять тричі на тиждень по 15 хв. кожна. Усього на рік 156 радіопередач, які транслюються в 3,5 тис. радіоточок. В радіопередачах висвітлюється робота сільгосппідприємств усіх форм власності, закладів освіти, культури, охорони здоров'я, працівників правоохоронних органів, досягнення спортсменів, робота громадських організацій, діяльність органів державної влади і місцевого самоврядування.
Серед програм районного радіомовлення є:
- «01 повідомляє»,
- «Спортивні новини»,
- «ДАІ повідомляє»,
- «Економічна служба інформує».

## Особистості
- Базилевський Володимир Олександрович — український радянський письменник, поет-прозаїк, публіцист, критик, літературознавець, Член Спілки письменників України. Народився 14.08.1937 року, селище Павлиш, Онуфріївського району, Кіровоградської обл. Закінчив 1962 р. Одеський університет. Понад 20 років жив і працював у Кіровограді, зараз мешкає у м. Києві. Поетичні збірки: «Ятрань», «Рівновага» — 1968 р., «Гони» — 1971 р., «Поклик простору» — 1977 р., «Допоки музика звучить» — 1982 р., «Світлом єдиним», «Чуття землі небесної» — 1983 р., «Труди і дні» — 1984 р., документальна повість «Делегат конгресу» — 1975 р., «Ці довгі, суворі зими» — 1979 р., книги нарисів: «Земля двох морів» — 1978 р., «Обираю тривогу» — 1982 р. Лауреат премії ім. П. Тичини «Чуття єдиної родини».
- Білодід Іван Костянтинович — український радянський мовознавець, дійсний Член Академії наук СРСР, віце-президент АН УРСР. Народився 16 (29) 08. 1906 р., с. Успенка, Онуфріївського району. Закінчив Харківський університет 1932 р. Працював в інституті мовознавства ім. О. Потебні АН України, був міністром освіти, директором інституту мовознавства. Автор праці із загального мовознавства, історії мовознавства, історію і теорію української та російської мов. Автор монографій, досліджень «Питання розвитку української радянської прози» — 1955 р., «Т. Г. Шевченко в історії української літературної мови» — 1964 р., «Мова і стиль роману „Вершники“ Ю. Яновського» — 1955 р., та ін. Заслужений діяч науки УРСР, нагороджений двома орденами Леніна і іншими орденами і медалями. Помер, похований у Києві.
- Дякова-Толкачова Ольга Вікторівна — 7.07.1913 р. народилася в селі Омельник, Онуфріївського району. Російська радянська письменниця. Закінчила Кіровоградський будівельний технікум. Працювала на будовах Уралу до 1959 р. Друкувалася в періодиці. Автор роману «Советские люди». Померла 18.08.1975 р. Член Спілки письменників України.
- Ловецький Павло Феодосійович — (справжнє прізвисько Левицький) народився 01.02.1911 р. в с. Куцеволівці, Онуфріївського району. Закінчив Новочеркаський ветеринарно-зоотехнічний інститут 1931 р. на біологічному факультеті Ростовського університету 1940 р. Працював ветлікарем. Друкуватися почав у 1931 р. Окремим виданням вийшла збірка оповідань «На власні очі», «Билиці з диво-краю» — 1964 р., «Крізь марева степів» — 1972 р. Член Спілки письменників України. Помер 29.10.1976 р.
- Шевченко Іван Іванович — 21.09.1902 р. народився в селищі Павлиш, Онуфріївського району. Член Спілки письменників України. Навчався в Кременчуцькому залізничному технікумі. Редагував газети «Молоде село», «Радянський юнак». Член літ організації «Молодняк». Друкувався з 1920 р. Поет-пісняр. Автор збірок «Комсомольське», «Юкерія», «Червоний пісенник» — 1925 р., «Поезії» — 1962 р. Помер 22.04.1977 р. похований в селищі Павлиш, Онуфріївського району.
- Шевченко Тарас Іванович — 19.10.1923 р. Народився в с. Успенка, Онуфріївського району. Закінчив технікум механізації. За успіхи в розвитку тваринництва від 22 березня 1966 р. був удостоєний звання Герой Соціалістичної Праці. Голова колгоспу «Шлях Леніна». Помер 8.02.1993 р. похований в селі Увпенка, Онуфріївського району.
- Сухомлинський Василь Олександрович — 28.09.1918 р. с. Василівка, Онуфріївського району. Український радянський педагог, член кореспондент АПН РРФСР з 1957 р., АПН СРСР з 1958 р., Герой Соціалістичної Праці — 1968 р., член КПРС з 1943 р., учасник Радянсько-німецької війни. Закінчив Полтавський педагогічний інститут — 1939 р. педагогічна діяльність з 1935 р., працював учителем у Василівській школі, Онуфріївського району. З 1947 р. по 1970 р. — директор Павлиської середньої школи. З 1955 р. — кандидат педагогічних наук, автор багатьох книг, брошур, статей і художніх творів для дітей. Особливу увагу приділяв вихованню дітей та молоді. Державна премія УРСР — 1974 р. за книгу «Серце віддаю дітям» — 1969 р. Нагороджений двома орденами Леніна, орденом Червоної Зірки, медалями. Удостоєний також медалі А. С. Макаренка. Пройшов шлях від сільського вчителя до члена Академії наук СРСР. Після його смерті (1970 р.) у Павлиські середній школі створено музей присвячений його діяльності.
- Терен Віктор Васильович — (справжнє прізвисько Таран) 9.07.1947 р. в селищі Павлиш, Онуфріївського району. Закінчив Харківський авіаційний інститут — 1965 р. Працював інженером на «Арсеналі», редактором у видавництві «Дніпро», в київській письменницькій організації. Автор книжок поезій: «Причетність» — 1969 р., «Переклик» — 1975 р., «Лінія часу» — 1978 р., «Подих степу» — 1982 р., «Котилася горошинка» — 1985 р., «Так весело мається» — 1987 р. Член Спілки письменників України.
- Юречко Віталій Іванович — поет, прозаїк, дитячий письменник, перекладач, Член Спілки письменників України. Народився 24.09.1936 р., селище Онуфріївка. Закінчив Онуфріївську семирічку — 1950 р., Олександрійський культосвітній технікум — 1955 р., Харківський інститут культури — 1963 р., довгий час працював у Сибіру. Був головним редактором Донецького державного телебачення. У 1986—1992 р. очолював обласне об"еднання літераторів при Донецькій письменницькій організації. Видав 23 поетичні збірки: «Щасливої дороги»- 1962 р., «Гарбузенок» — 1968 р., «Зелений поїзд» — 1975 р., «Сонние сказки» — 1995 р. та інші. Член Національної спілки письменників України.
- Маніло Олексій Михайлович — генерал-лейтенант артилерії. Народився 1904 р. в с. Лозуватка, Онуфріївського району, за роки війни пройшов шлях від командира полку до начальника штабу. Нагороджений двома орденами Леніна, 3-ма орденами бойового Червоного Прапора, орденом Суворова ІІ ступеня, двома орденами Кутузова. Похований в Ленінграді.
- Шаповал А. С. — майстри Кременчуцького
- Чередій М. П. — вагонобудівного заводу, (Павлиш).
- Галенко Й. П. — знатний екскаваторник (с. Вишнівці).
- Сурмило І. Ф. — професор Московського гірничого інституту (с. Онуфріївка).
- Патерило Г. О. — доктор сільськогосподарських наук (с. Куцеволівка).
- Неоніла Крюкова — народна артистка України, лауреатка Шевченківської премії, Герой України, активна учасниця Революції на граніті та Помаранчевої революції, майстриня розмовного жанру. Народилася 1952 року в селі Попівці Онуфріївського району. Нині проживає в м. Києві. Її рідна дочка, Мирослава Барчук, відома українська патріотична журналістка, ведуча телеканалу ТВі.
- Калюжний Олексій — народився 1919 р. с. Байдакове, Онуфріївського району, служив у м. Севастополі у військово-морському флоті. Герой дзоту № 11, Герой оборони Севастополя. Загинув 19 грудня 1941 р. Похований у м. Севастополі.

З краєм тісно пов'язані імена графів Толстих — Михайла Дмитровича (1804—1891), його сина Михайла Михайловича (1834—1898), та онука Михайла Михайловича (молодшого (1862—1927). Графи володіли 13 тис. десятин землі та навколишніми селами. Усі вони займалися благодійницькою діяльністю та меценатством, впроваджували передові технології у веденні сільського господарства. З іменем Михайла Дмитровича Толстого пов'язують закладення Онуфріївського дендропарку. Михайло Михайлович (старший) розбудовував економію. Михайло Михайлович (молодший) побудував за власні кошти школу в Онуфріївні та Павлиші, лікарню в Павлиші, ветлікарню в Онуфріївні, та інші соціальні об'єкти; завершив розбудову Онуфріївського дендропарку.

## Політика
25 травня 2014 року відбулися Президентські вибори України. У межах Онуфріївського району було створено 20 виборчих дільниць. Явка на виборах складала 55,80 % (проголосували 8379 із 15 017 виборців). Найбільшу кількість голосів отримали:
- Петро Порошенко — 52,79 % (4423 виборців)
- Юлія Тимошенко — 19,00 % (1592 виборців)
- Олег Ляшко — 7,58 % (635 виборців)
- Сергій Тігіпко — 5,86 % (491 виборців)
- Анатолій Гриценко — 4,36 % (365 виборців).

Решта кандидатів набрали меншу кількість голосів. Кількість недійсних або зіпсованих бюлетенів — 1,04 %.

## Галерея

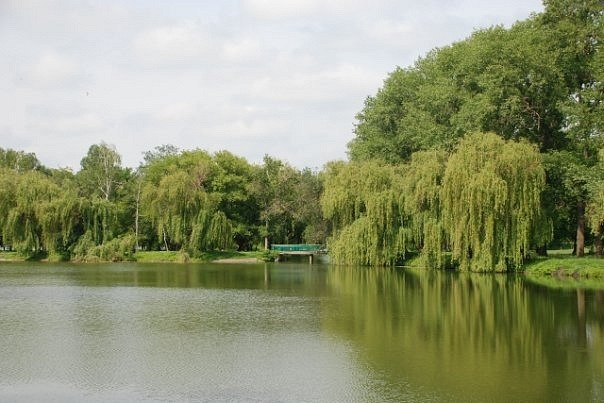
Вид на острів з іншого берега нижнього ставка (Онуфріївський дендропарк)
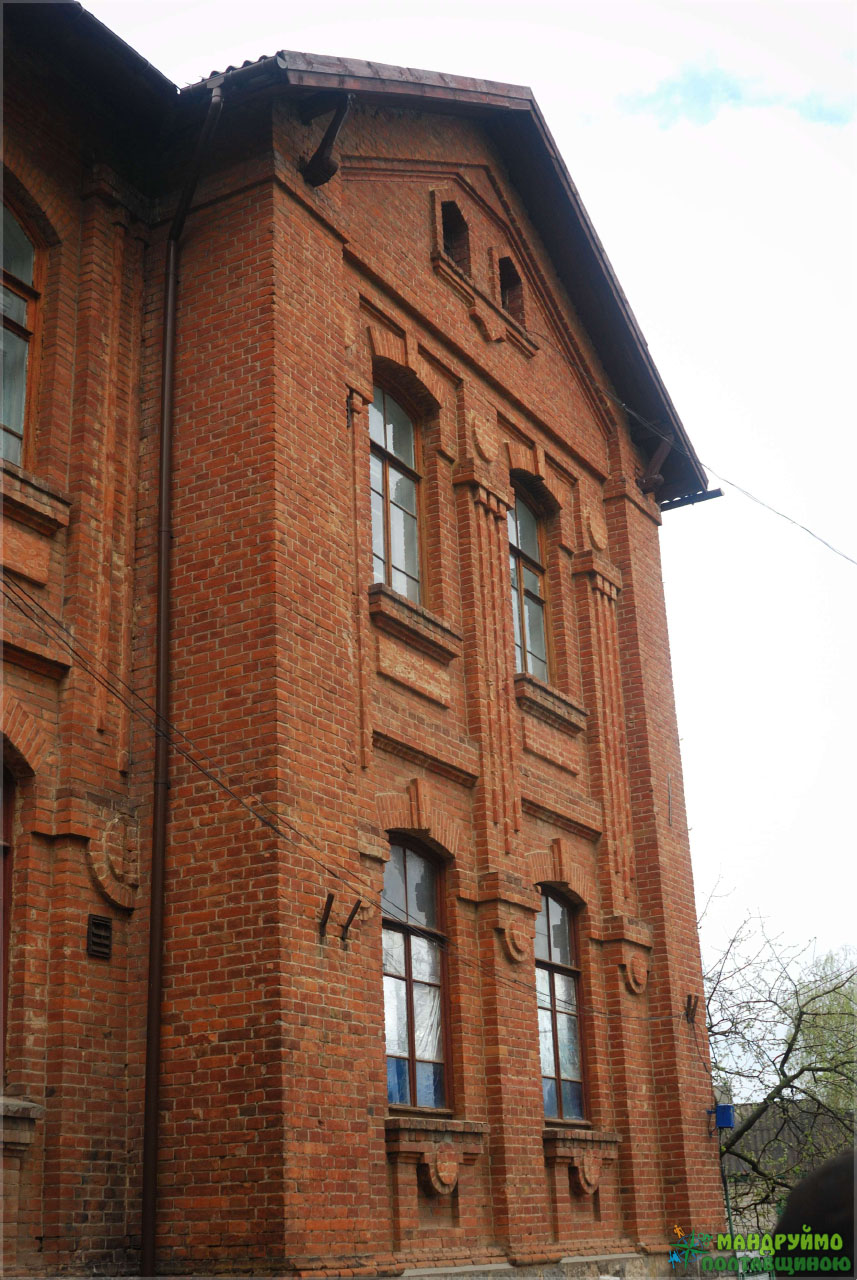
Онуфріївська загальноосвітня школа
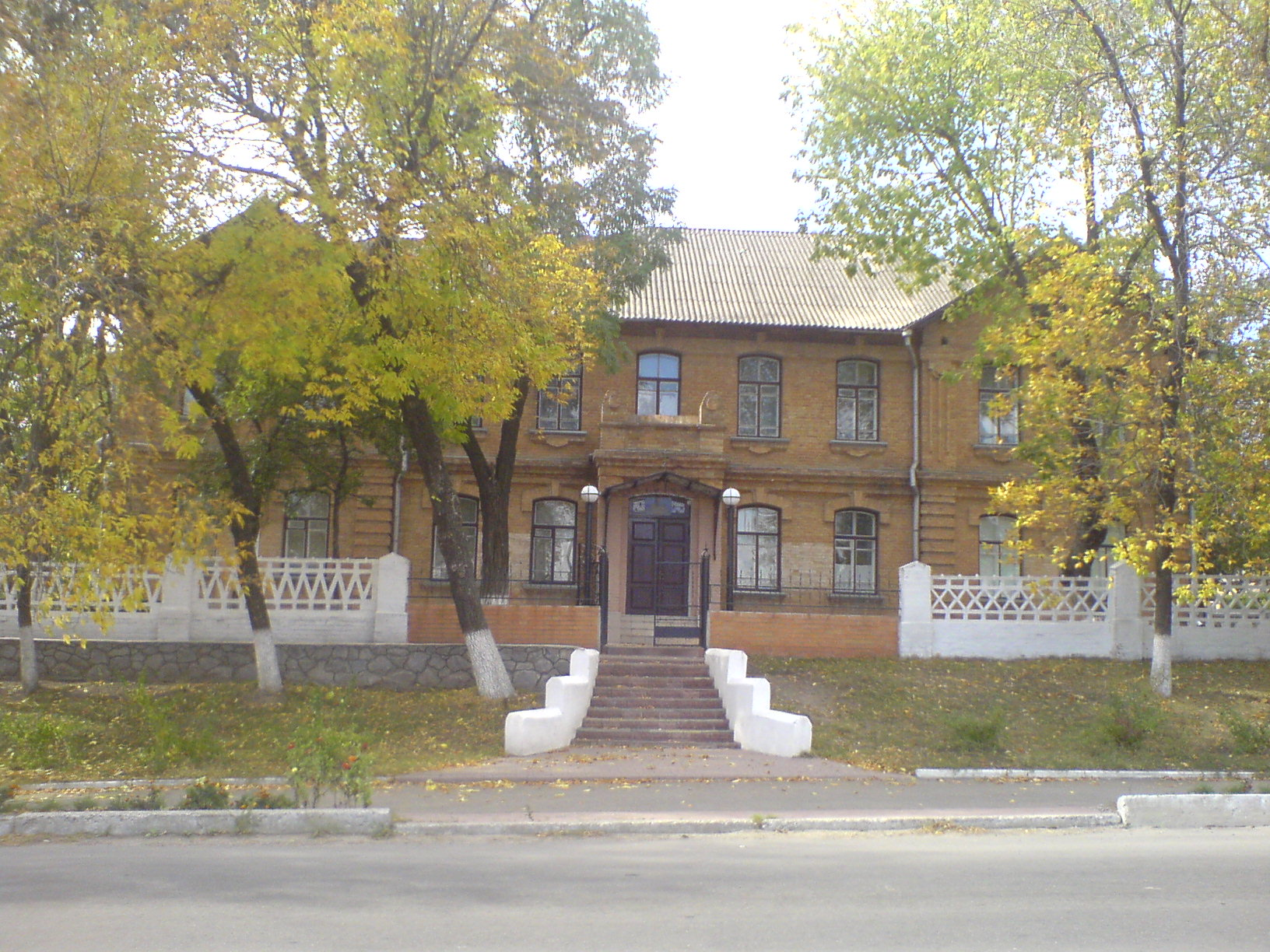
Павлиська школа-ліцей ім. В. О. Сухомлинського
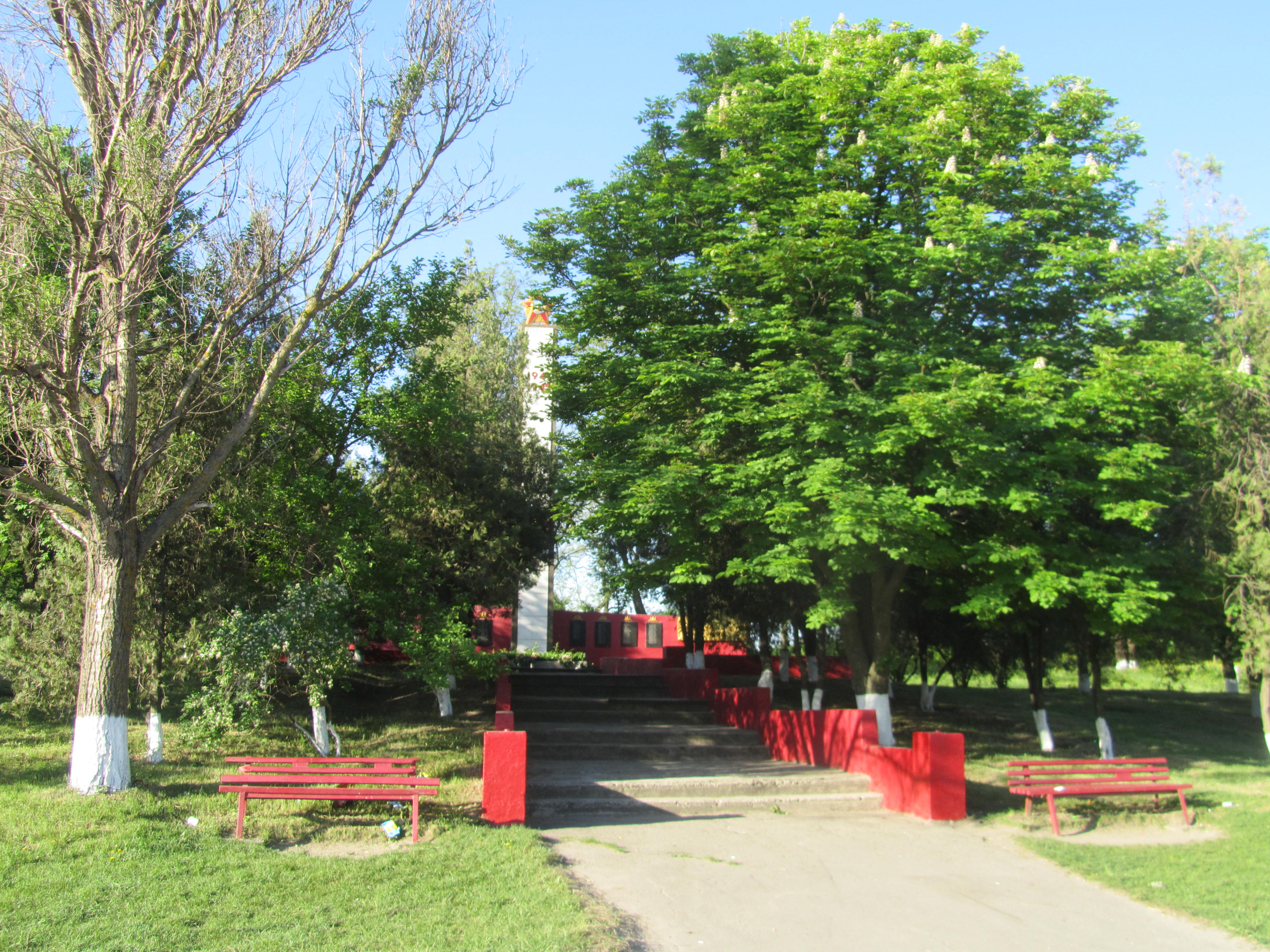
Обеліск Слави в с. Павлиш
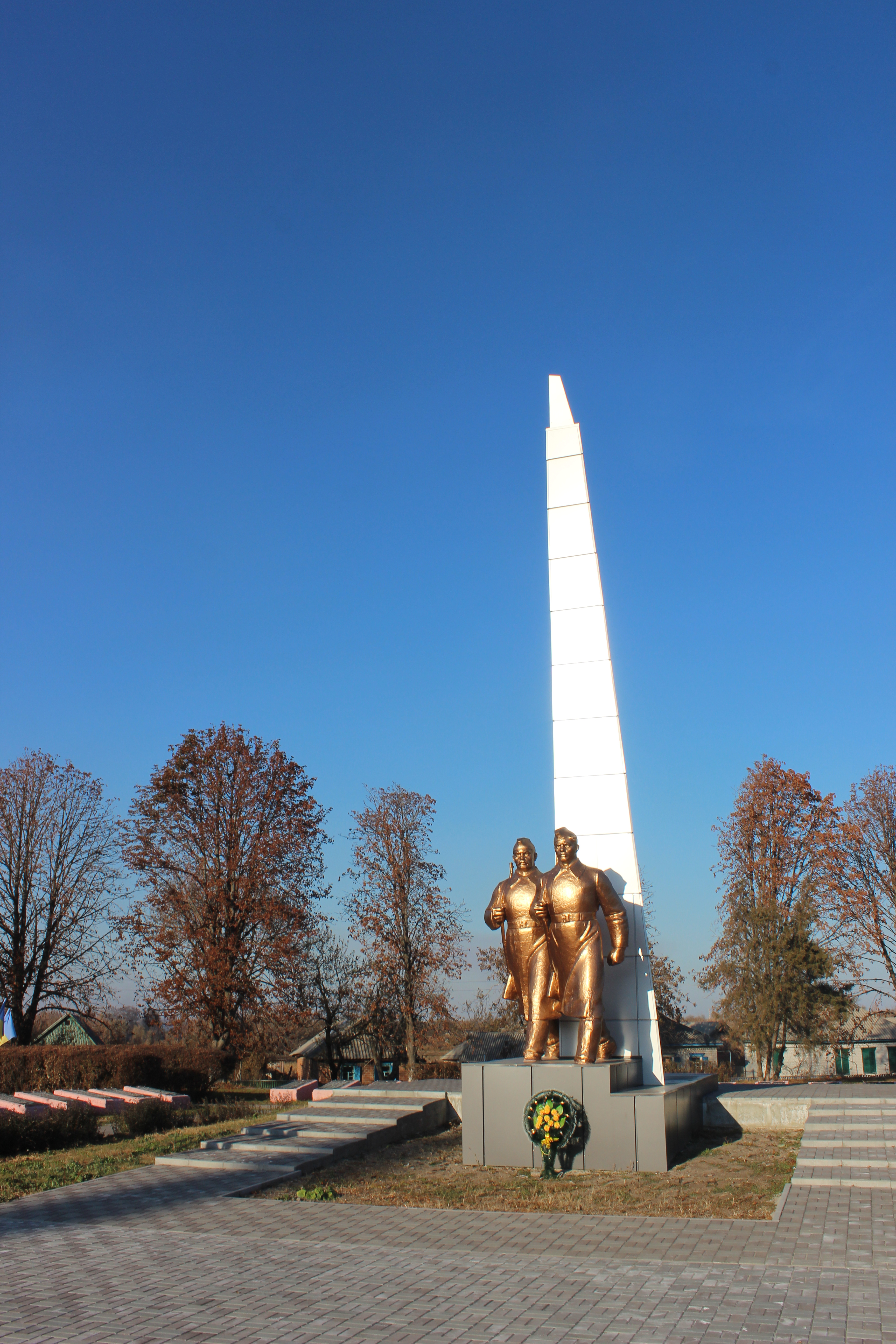
Братська могила радянських воїнів с. Успенка
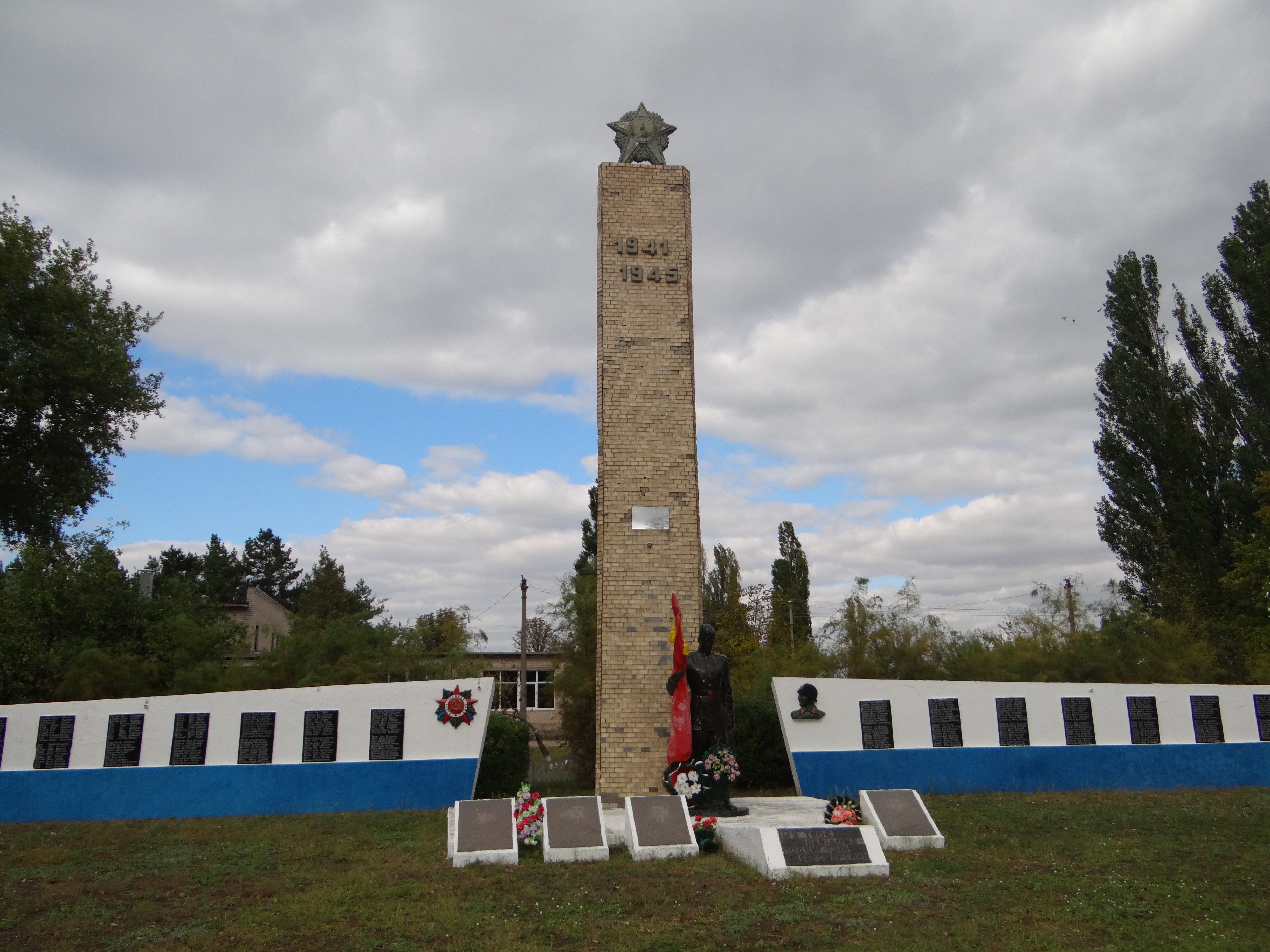
Пам'ятний знак воїнам-землякам у с. Деріївка
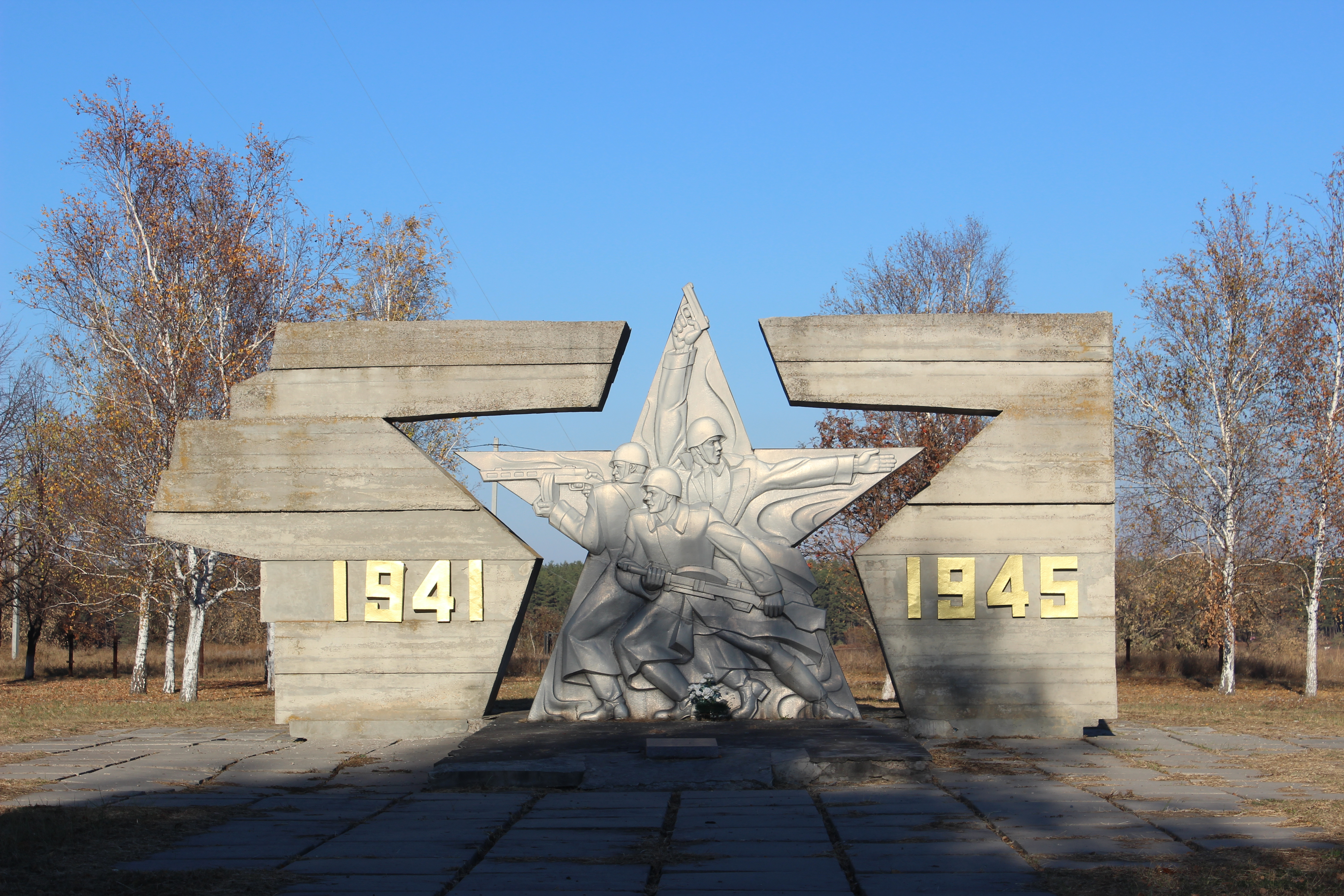
Пам'ятний знак воїнам-землякам с. Куцеволівка
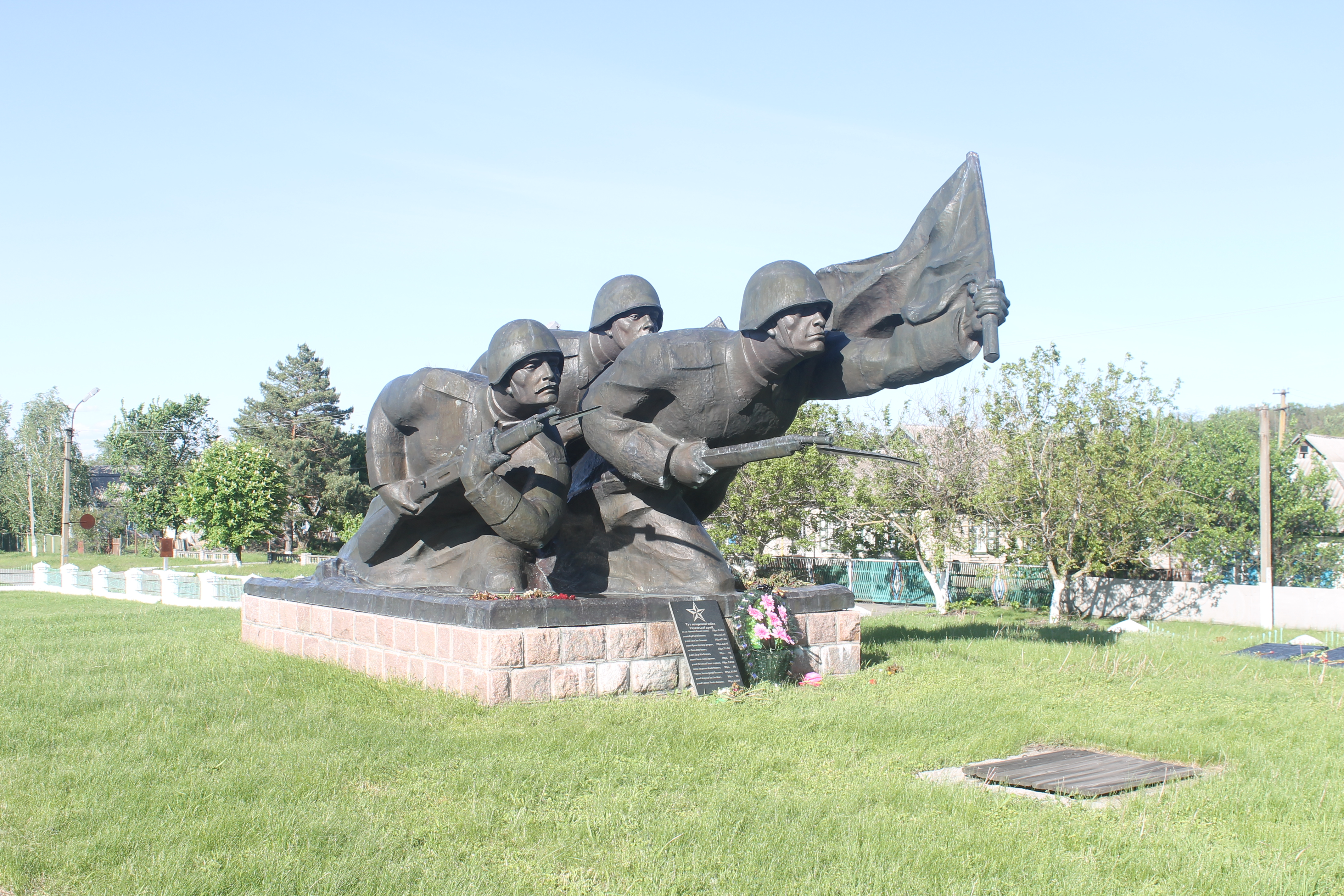
Пам'ятник в с. Млинок